# Phytoptipalpus nyala
Phytoptipalpus nyala är en spindeldjursart som först beskrevs av Meyer 1979.  Phytoptipalpus nyala ingår i släktet Phytoptipalpus och familjen Tenuipalpidae. Inga underarter finns listade i Catalogue of Life.